# Desaparición de Genette Tate
La desaparición de Genette Tate es un caso de persona desaparecida en el cual una niña de 13 años se perdió mientras repartía periódicos en Aylesbeare, Devon, Inglaterra, el 19 de agosto de 1978. A pesar de extensos esfuerzos de búsqueda, el cuerpo de Tate aún no ha sido encontrado y la causa de su desaparición continúa sin resolverse. 
Este caso es uno de las investigaciones de persona desaparecida más duradera de Inglaterra y ha sido descrita como una investigación de asesinato por la policía de Devon y Cornwall. La desaparición de Tate continúa siendo uno de los casos más famosos del país.

## Primeros años
Genette Louise Tate nació en Taunton, Somerset, el 5 de mayo de 1965. Era la única hija de John y Sheila Tate. Al momento de su nacimiento, la familia residía en los suburbios de Wedlands, en Taunton. Se mudaron brevemente a Cornwall antes de asentarse en Devon.
Los padres de Genette se divorciaron cuando era joven y su padre volvió a casarse. Ella vivía con su padre, su madrastra Violet y su hermanastra Tania en la casa de campo Barton, en la aldea de Aylesbeare, al este de Devon, 13 kilómetros al este de Exeter. Luego de la separación de sus padres, Genette mantuvo un contacto regular con su madre.

## Desaparición
Tate desapareció mientras repartía periódicos, poco después de las 3:30 PM. (BST) el día sábado 19 de agosto de 1978. Aproximadamente a las 3:28 PM, dos amigas de su escuela la vieron caminar por la calle Whiten Lane, empujando su bicicleta. Tate había repartido 16 periódicos hasta el momento y conversó brevemente con sus amigos mientras ascendían por el camino. En la cima de la calle, Tate montó nuevamente su bicicleta y siguió adelante mientras sus amigas se tomaban un momento para leer un artículo del periódico que Tate les había entregado. Ella no realizaba típicamente esta ronda de entregas, pero aceptó hacerlas por una semana ya que el muchacho que normalmente las hacía se encontraba de vacaciones. Tate vestía una remera de algodón blanca que tenía impreso su nombre en letras rojas sobre el hombro izquierdo, pantalones de color marrón claro y zapatillas de lona blancas.
Siete minutos más tarde, sus amigas descubrieron la bicicleta tirada en medio del camino. Varios periódicos que debía entregar se encontraban dispersos sobre la calle.
Aproximadamente 25 minutos luego del descubrimiento, los padres de Tate regresaron a la casa de campo Barton luego de un viaje de compras a Exeter. Las niñas tenían la bicicleta de Tate con ellas y les preguntaron a los padres si Tate estaba en casa. Cuando el padre de Tate les dijo que su hija no se encontraba en casa, él y su madre, asistidos por varios amigos y vecinos, comenzaron una búsqueda alrededor de Within Road para hallar a Tate. A las 5 PM, John Tate reportó la desaparición de su hija a la policía de Cornwall y Devon.

## Investigación
Horas después de la desaparición de Tate, la policía montó una extensa búsqueda. Se asignó a setenta agentes uniformados y cincuenta detectives de la policía de Devon y Cornwall, asistidos por oficiales montados de la policía de Avon y Somerset. Todas las lagunas en el área de Aylesbeare fueron registradas por unidades de búsquedas submarinas y perros de búsqueda asistieron a la policía en la búsqueda terrestre en el área circundante.
La policía de Devon y Cornwall descartó la posibilidad de que Tate haya huido de casa, ya que en el momento de su desaparición no tenía posesiones personales además de la ropa que vestía. Además también había dejado en su habitación un dinero que estaba ahorrando para unas próximas vacaciones familiares. El dinero que había recaudado ese día al repartir periódicos todavía se encontraba en el bolso de su bicicleta. La posibilidad de un accidente de tránsito también se descartó, ya que no se encontraron marcas de neumáticos en el asfalto y su bicicleta se encontraba sin daño alguno. El secuestro fue considerado inicialmente como una posibilidad, aunque gradualmente tanto la policía de Devon y Cornwall como sus padres fueron descartando esta opción.[15]
Varios testigos reportaron ver un auto modelo Maroon, de la marca Triumph o similar sobre la calle Within Road alrededor del momento de la desaparición y la policía liberó el identikit de un hombre al que buscaban interrogar con relación al incidente. Este hombre fue descripto como un individuo "muy atractivo", en sus 20's, con una complexión pálida, cabello oscuro y corto, quién vestía una camisa de color pálido.
A pesar de los esfuerzos de investigación de la policía y la búsqueda de las áreas cercanas que involucraron a miles de voluntarios, la desaparición de Tate continúa sin resolverse. En el año 2002, se encontró ADN perteneciente a Tate en una prenda de vestir que su madre aún guardaba, lo que permitiría identificar su cuerpo si alguna vez se encontraba. En el aniversario número 25 del caso, en 2003, los padres de Genette dijeron que creían que ella ya no se encontraba con vida. La policía amasó más de 20.000 fichas en un sistema de archivos perteneciente al caso, que se almacena en los cuarteles de la policía de Devon y Cornwall, en Exeter.

## Robert Black como principal sospechoso
Robert Black, un asesino serial condenado en 1994 por crímenes similares que involucraban el secuestro y asesinato de niñas fue interrogado por la policía de Devon y Cornwall en conexión con el caso de Tate. Durante el curso de su trabajo como repartidor de largas distancias en los 70's, Black había hecho entregas en el área de Exeter. En 1996, un testigo dijo haber visto en el aeropuerto de Exeter, el día de la desaparición de Tate, a un vehículo del mismo modelo que se sabe Black conducía en 1978. La investigación policial no pudo establecer que Black había estado en Aylesbeare el día de la desaparición.
El Servicio de Fiscalía de la Corona decidió en 2008 que no existía evidencia suficiente para presentar cargos contra Black en relación con la desaparición o posible asesinato de Tate. Luego de que Black fuera condenado en 2011 por el asesinato de Jennifer Cardy en 1981, un vocero del Servicio de la Policía de Irlanda del Norte comentó sobre las "increíbles similitudes" entre el asesinato de Cardy y la desaparición de Tate.
La policía de Devon y Cornwall revisó nuevamente el caso en junio de 2014 con la esperanza de hallar suficiente evidencia para acusar a Black. Al momento de su muerte en enero de 2016, la policía de Devon y Cornwall estaban a cinco semanas de presentar un archivo al Servicio de Fiscalía de la Corona, en el cual buscaban una nueva decisión sobre si enjuiciar a Black. El archivo se presentó en abril de 2016 y la Corona dijo que debido a la muerte de Black, no habría una decisión póstuma de acusarlo con el asesinato de Tate.
En agosto de 2018, en la víspera del 40.º aniversario de la desaparición de su hija, John Tate solicitó una ampliación de información con respecto al caso, diciendo "No estoy 100% seguro de que Black lo haya hecho. Necesito pruebas de que Black la haya matado." Dijo que su salud en rápido deterioro no le permitía realizar su viaje anual desde Mánchester hacia Aylesbeare, y que su deseo final era darle a su hija un entierro Cristiano digno y ser enterrado junto a ella. Murió en abril de 2020, a los 77 años de edad, con el caso aún sin resolver.

## Lectura recomendada
- Blundell, Nigel; Boar, Roger (1991). The World's Greatest Unsolved Crimes. London: Hamlyn. ISBN 978-0-600-57231-2.
- Swinney, Chris (2015). Robert Black: the True Story of a Child Rapist and Serial Killer. R. J. Parker. ISBN 978-1-517-62415-6.
- Greene, Karen Shalev; Alys, Llian (2018). Missing Persons: A Handbook of Research. London: Routledge. ISBN 978-1-409-46802-8.
- O'Brien, Susan (2008). Criminal Investigations: Child Abduction and Kidnapping. New York: Chelsea House Publishers. ISBN 978-0-791-09403-7.
- Wyre, Ray; Tate, Tim; Richardson, Charmaine (2018). The Murder of Childhood: Inside the Mind of One of Britain's Most Notorious Child Murderers. Hampshire: Waterside Press. ISBN 978-1-909-97662-7.